# Junior Miller
Selvia Miller, Jr. (* 26. November 1957 in Midland, Texas) ist ein ehemaliger US-amerikanischer American-Football-Spieler auf der Position des Tight Ends. Er spielte zwischen 1980 und 1984 vier Saisons für die Atlanta Falcons und eine Saison für die New Orleans Saints in der National Football League (NFL).

## Frühe Jahre
Miller ging in seiner Geburtsstadt Midland auf die High School. Später ging er auf die University of Nebraska-Lincoln.

## NFL

### Atlanta Falcons
Miller wurde im NFL-Draft 1980 in der ersten Runde als siebter Spieler von den Atlanta Falcons ausgewählt. Bereits in seiner ersten Saison avancierte er zum Stammspieler und absolvierte alle 16 Spiele. Er fing 46 Pässe für 584 Yards und 9 Touchdowns. Dies reichte, um in den Pro Bowl gewählt zu werden. Es sollte die beste Saison seiner Karriere bleiben. Insgesamt fing er in vier Saisons für die Falcons 114 Pässe für 1.328 Yards und 13 Touchdowns. 1982 wurde er ein weiteres Mal für den Pro Bowl nominiert.

### New Orleans Saints
Zur Saison 1984 wechselte er zu den New Orleans Saints. Hier fing er in einer Saison acht Pässe für 81 Yards und einem Touchdown. Nach der Saison wurde er von den Saints entlassen. Miller trank zu dieser Zeit viel Bier und er litt auf Grund dessen unter einer enormen Gewichtszunahme. Nachdem er 1985 keinen neuen Verein gefunden hatte, beendete er seine Karriere.